# UNOVIS

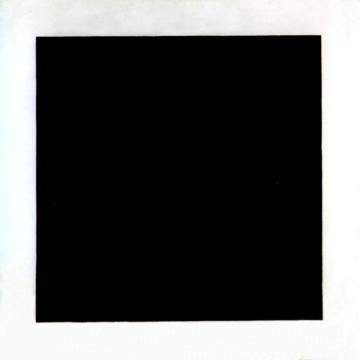
Il manifesto UNOVIS; Il Quadrato nero di Kazimir Malevič

UNOVIS (anche conosciuti come MOLPOSNOVIS e POSNOVIS) fu un influente gruppo di artisti russi che ebbe breve durata, fondato e guidato da Kazimir Severinovič Malevič alla Scuola d'arte di Vicebsk nel 1919.
Inizialmente composta da studenti e conosciuta come MOLPOSNOVIS, il gruppo formato per esplorare e sviluppare nuove teorie e concetti dell'arte. Sotto la guida di Malevič presero il nome di Unovis, soprattutto concentrandosi sulle sue idee di suprematismo con la produzione di un certo numero di progetti e pubblicazioni la cui influenza sull'avanguardia russa e all'estero fu immediata e di ampia portata Il gruppo si sciolse nel 1922.
Il nome UNOVIS (in russo: УНОВИС) è un'abbreviazione in russo dell'espressione Утвердители нового искусства (traslitterato: Utverditeli Novogo Iskusstva; in italiano: "I campioni della nuova arte"), mentre POSNOVIS era un'abbreviazione di "Posledovateli Novogo Iskusstva" o "I seguaci della nuova arte", e MOLPOSNOVIS significa "Giovani seguaci della nuova arte."

## Fondazione e crescita

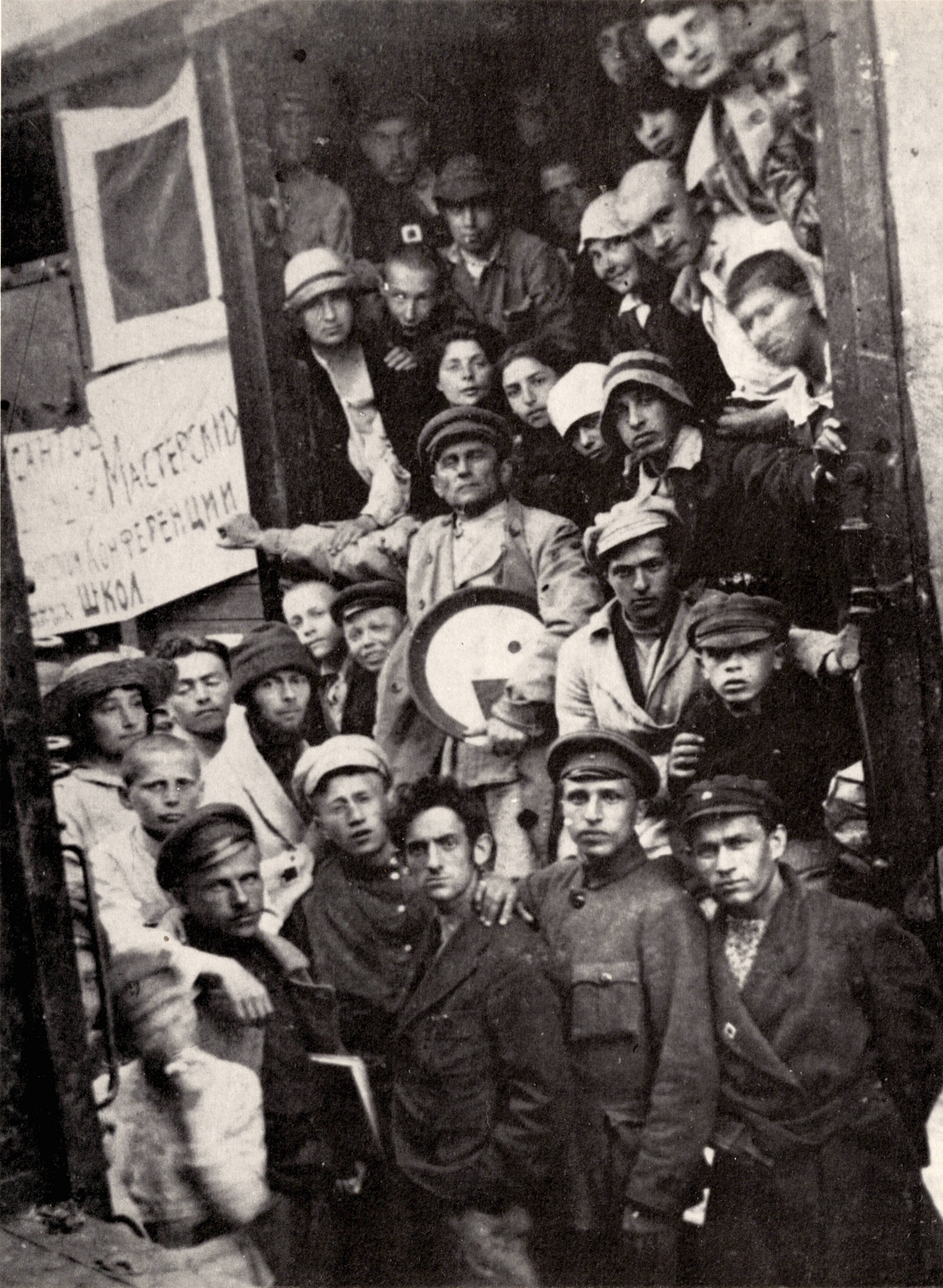
Foto dei membri UNOVIS con Malevič al centro.

Nella sua breve storia il gruppo subì numerosi cambiamenti. Prima fondata come MOLPOSNOVIS, il gruppo si allargò presto ad alcuni professori della scuola e rapidamente si evolse in POSNOVIS. Il gruppo fu molto attivo, lavorando a numerosi progetti e sperimentazioni nella maggior parte, se non in tutti i media del tempo. Nel gennaio 1920, Malevič fu invitato ad insegnare alla scuola nel 1919 da Marc Chagall e immediatamente assunse il ruolo di direttore della scuola al tempo, Vera Ermolaeva. Nel febbraio dello stesso anno, sotto la guida di Malevič, il gruppo lavorò al "Balletto suprematista", coreografia di Nina Kogan, precursore dell'influenza sul Futurismo di Aleksej Kručënych con l'opera Vittoria sul Sole. 
Dopo la produzione, POSNOVIS subì ulteriori modifiche ed è stata ribattezzata Unovis il 14 Febbraio 1920.

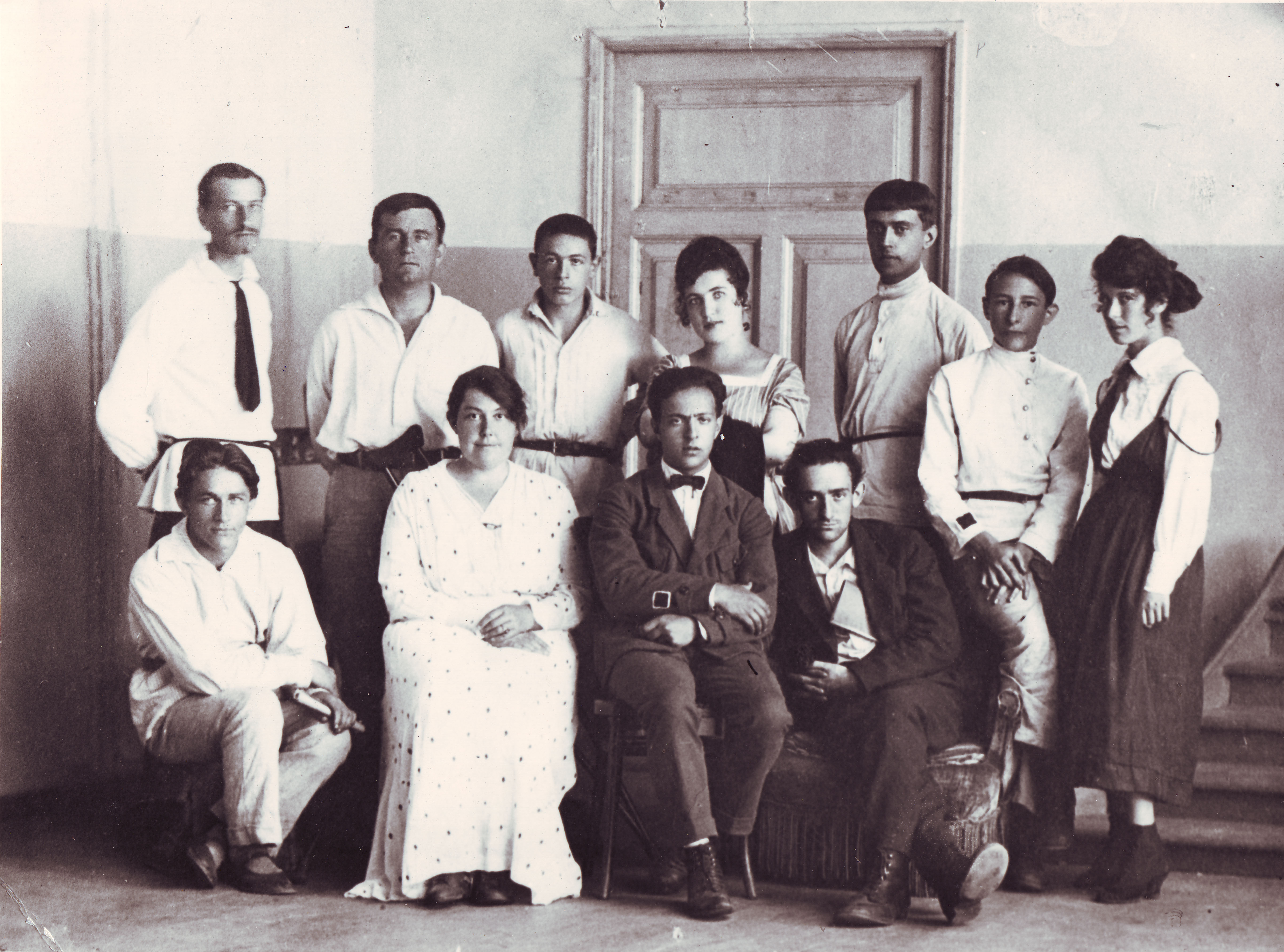
UNOVIS. giugno 1922. Vicebsk. In piedi (da sinistra a destra): Ivan Červinko, Kazimir Malevič, Efim Rojak, Anna Kagan, Nikolaj Suetin, Lev Judin, Evgenija Magaril. Seduti da sinistra a destra: Michail Veksler, Il'ja Čašnik, Lazar' Chidekel'.